# Clemens Trimmel
Clemens Trimmel (* 8. Juni 1978 in Wien) ist ein ehemaliger österreichischer Tennisspieler.

## Leben
Trimmel spielte zwischen 1993 und 1996 auf der ITF Junior Tour. Bei der Juniorenkonkurrenz der French Open und der US Open 1994 erreichte er die zweite Runde, zwei Jahre später scheiterte er bei beiden Turnieren jeweils in derselben Runde, sonst schied er je zum Auftakt aus. Im Doppel stand er 1996 im Doppel im Viertelfinale.
1997 wurde er Tennisprofi, spielte aber im Verlauf seiner Karriere zumeist nur auf unterklassigen Futures-Turnieren und der ATP Challenger Tour. Seinen größten Erfolg feierte er im Juli 2000, als er den Einzeltitel beim Challenger von Oberstaufen gewinnen konnte. Für ein Turnier der ATP Tour qualifizierte er sich nur einmal – in Palermo bezwang er in der Qualifikation unter anderem Marc-Kevin Goellner, scheiterte dann aber in der ersten Runde. Mehrfach kam er bei in Österreich ausgetragenen Turnieren durch eine Wildcard ins Hauptfeld, darunter zwischen 1996 und 1998 drei Mal in St. Pölten. 1996 scheiterte er in der ersten Runde an Stefano Pescosolido und 1998 an Thomas Muster, lediglich 1997 konnte er dort durch einen überraschenden Sieg über Jonas Björkman die zweite Runde erreichen. Für ein Grand-Slam-Turnier qualifizierte er sich nie. Die höchste Notierung in der Tennisweltrangliste erreichte er 2001 mit Position 147 im Einzel sowie Position 419 im Doppel.
Trimmel spielte zwischen 2001 und 2002 je eine Einzel- und Doppelpartie für die österreichische Davis-Cup-Mannschaft und verlor beide. 2004 musste Trimmel, der von Karl Meiler betreut wurde, seine Profikarriere nach sieben Fußoperationen beenden. Von 2012 bis 2014 war er Kapitän der österreichischen Davis-Cup-Mannschaft.

## Turniersiege
| Legende (Anzahl der Siege)                       |
| Grand Slam                                       |
| Tennis Masters Cup ATP World Tour Finals         |
| ATP Masters Series ATP World Tour Masters 1000   |
| ATP International Series Gold ATP World Tour 500 |
| ATP International Series ATP World Tour 250      |
| ATP Challenger Series (1)                        |

### Einzel
| Nr. | Datum         | Turnier     | Belag | Finalgegner   | Ergebnis |
| --- | ------------- | ----------- | ----- | ------------- | -------- |
| 1.  | 16. Juli 2000 | Oberstaufen | Sand  | Radomír Vašek | 6:4, 6:1 |